# 圣多莱
圣多莱（法語：Saint-Dolay，法語發音：[sɛ̃ dɔlɛ]）是法国莫尔比昂省的一个市镇，属于瓦讷区和米济亚克县。

## 地理
圣多莱（47°32'41"N, 2°9'16"W）面积48.26 平方千米，位于法国布列塔尼大區莫尔比昂省，该省份为法国西北部沿海省份，位于布列塔尼半岛南部，北起阿摩尔滨海省、西接菲尼斯泰尔省，南濒大西洋，东南接大西洋卢瓦尔省，东临伊勒-维莱讷省。
与圣多莱接壤的市镇（或旧市镇、城区）包括：阿莱尔、里约、泰伊亚克、米西亚克、尼维亚克、贝加讷。

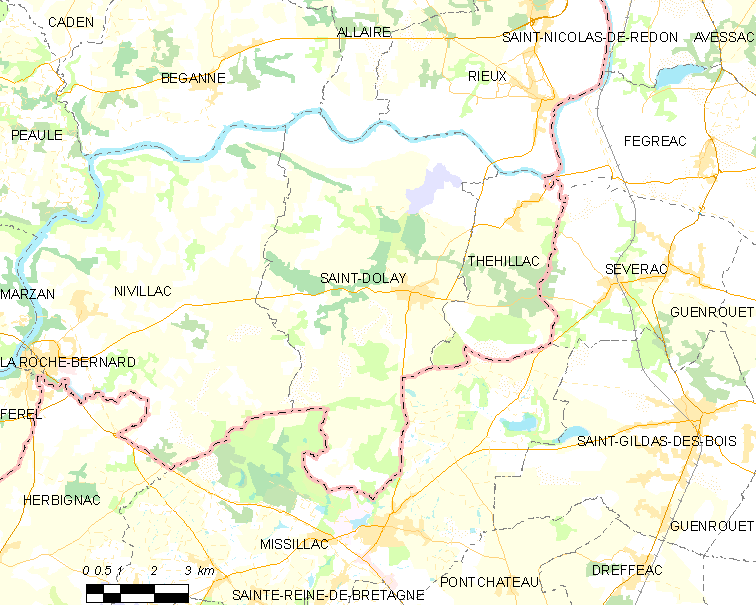
圣多莱的OSM定位图

圣多莱的时区为UTC+01:00、UTC+02:00（夏令时）。

## 行政
圣多莱的邮政编码为56130，INSEE市镇编码为56212。

## 政治
圣多莱所属的省级选区为米济亚克县。

## 人口

1962-2008年间圣多莱人口变化图示

圣多莱于2022年1月1日时的人口数量为2636人。